# 中村乡 (会昌县)
中村乡，是中华人民共和国江西省赣州市会昌县下辖的一个乡镇级行政单位。

## 行政区划
中村乡下辖以下地区：
中村社区、中联村、中和村、洋光村、半溪村、小燕村和增坑村。